# آدیگر
آدیگر (به لاتین: Aadigere) یک روستا در هند است که در کارناتاکا واقع شده‌است.